# دروتشیتسه
دروتشیتسه (به چکی: Dřevčice) یک منطقهٔ مسکونی در جمهوری چک است که در ناحیه پراگ-شرق واقع شده‌است. دروتشیتسه ۵٫۶۱ کیلومتر مربع مساحت و ۶۹۲ نفر جمعیت دارد و ۲۲۵ متر بالاتر از سطح دریا واقع شده‌است.